# 奈良県道192号福住横田線
奈良県道192号福住横田線（ならけんどう192ごう ふくすみよこたせん）は、奈良県天理市から大和郡山市に至る一般県道である。

## 概要
天理市福住町から大和郡山市横田町に至る。
ほとんどの区間で1車線程しかなく、急カーブ急坂の多い道路である。天理市福住町から天理ICまでは名阪国道に沿うものの、名阪国道はΩカーブで迂回して勾配を下るのを、本道はまっすぐショートカットする。したがって該当区間はかなりの急勾配である。
名阪国道の福住IC北の交差点からいきなり1.5車線程になりそのまま桜峠までのぼり、その後少し名阪国道と並走する。このため「名阪国道の管理道」とも呼ばれている。この辺からコンクリート1車線舗装になり、急カーブ急坂区間となる。砂防堰堤を右に見ながら左折し、さらに下りながら名阪国道の盛り土をトンネルで潜り抜ける。そうするとアスファルト1.4車線くらいになり急坂区間は終了する。住宅街を抜けるか、バイパスを通ると天理東IC北の交差点に着く。天理ICまでは名阪国道の側道として併行する。天理ICで北へ進路を変え、すこしだけ国道169号と重複する。和邇下神社前交差点で西に進路を変え、そのまま道なりに進むと横田交差点に着く。

### 路線データ
- 起点：天理市福住町（福住インター北交差点、国道25号交点）
- 終点：大和郡山市横田町（横田町交差点、国道24号・国道25号交点）

## 路線状況

### 重複区間
- 奈良県道51号天理環状線（天理市岩屋町・天理東インター北交差点 - 天理市櫟本町・天理IC）
- 国道169号（天理市櫟本町・天理IC - 天理市櫟本町・和爾下神社前交差点）

## 地理

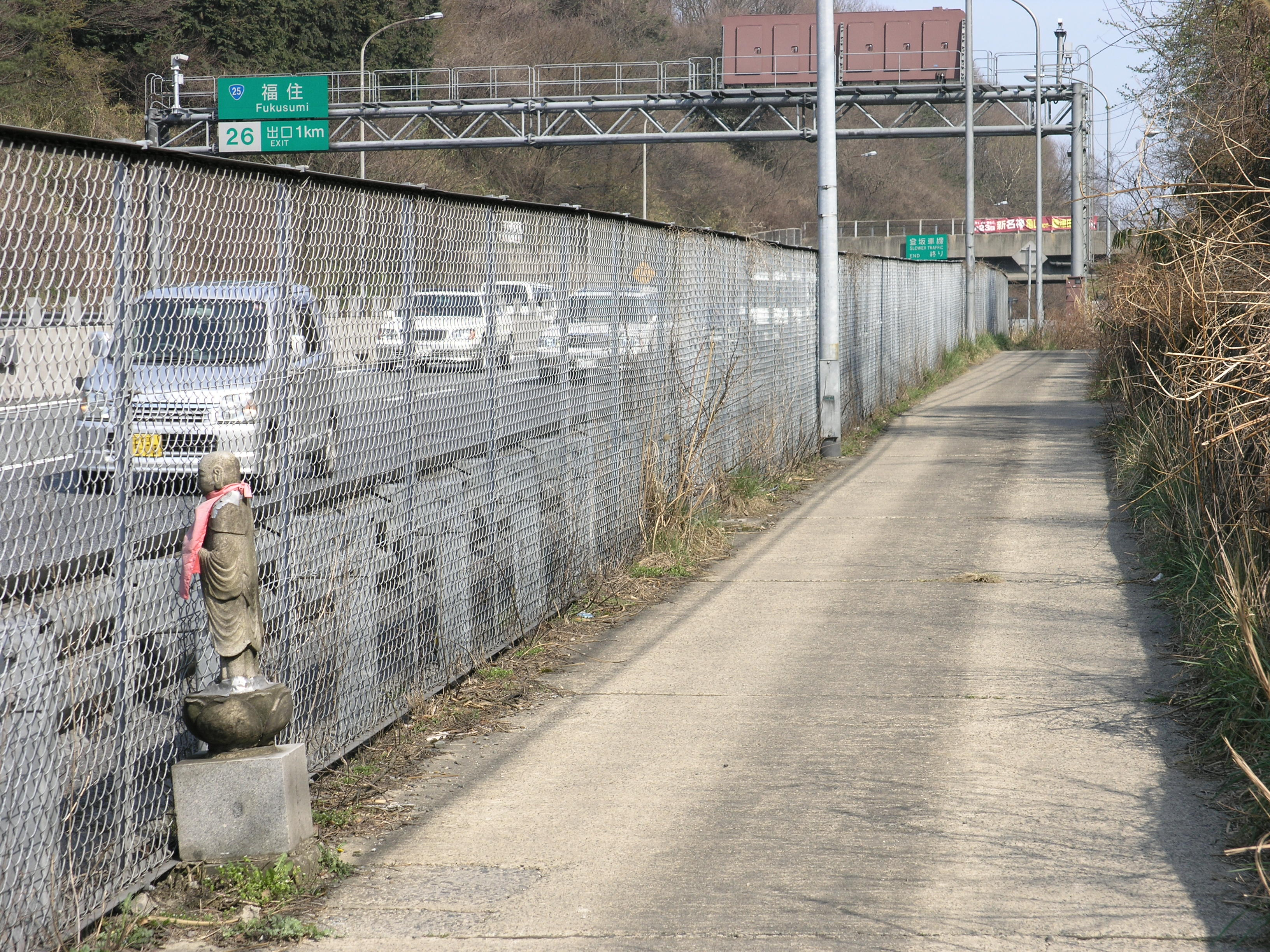
天理市福住町内、名阪国道と併走する区間で。道路脇にたたずむ地蔵が名阪国道に向かって交通を見守っている。

### 通過する自治体
- 奈良県
  - 天理市 - 奈良市 - 天理市 - 大和郡山市

### 交差する道路
| 交差する道路                                                                       | 市町村名   | 交差する場所               | 交差する場所                          |
| ---------------------------------------------------------------------------------- | ---------- | -------------------------- | ------------------------------------- |
| 国道25号 / E25 名阪国道・旧道                                                      | 天理市     | 福住町                     | 福住インター北交差点 / 起点 26 福住IC |
| 国道25号 / E25 名阪国道 奈良県道51号天理環状線 重複区間起点                        | 天理市     | 岩屋町                     | 天理東インター北交差点 28 天理東IC    |
| 国道25号 / E25 名阪国道 国道169号 重複区間起点 奈良県道51号天理環状線 重複区間終点 | 天理市     | 櫟本町（いちのもとちょう） | 29 天理IC                             |
| 国道169号 重複区間終点                                                             | 天理市     | 櫟本町                     | 和爾下神社前交差点                    |
| 奈良県道51号天理環状線                                                             | 天理市     | 櫟本町                     |                                       |
| 奈良県道51号天理環状線 / 別線                                                      | 天理市     | 櫟本町                     |                                       |
| 国道24号 国道25号                                                                  | 大和郡山市 | 横田町                     | 横田町交差点 / 終点                   |

### 交差する鉄道
- 桜井線

### 沿線
- 天理市立櫟本小学校
- JR西日本桜井線 櫟本駅